# Tod eines Geizhalses

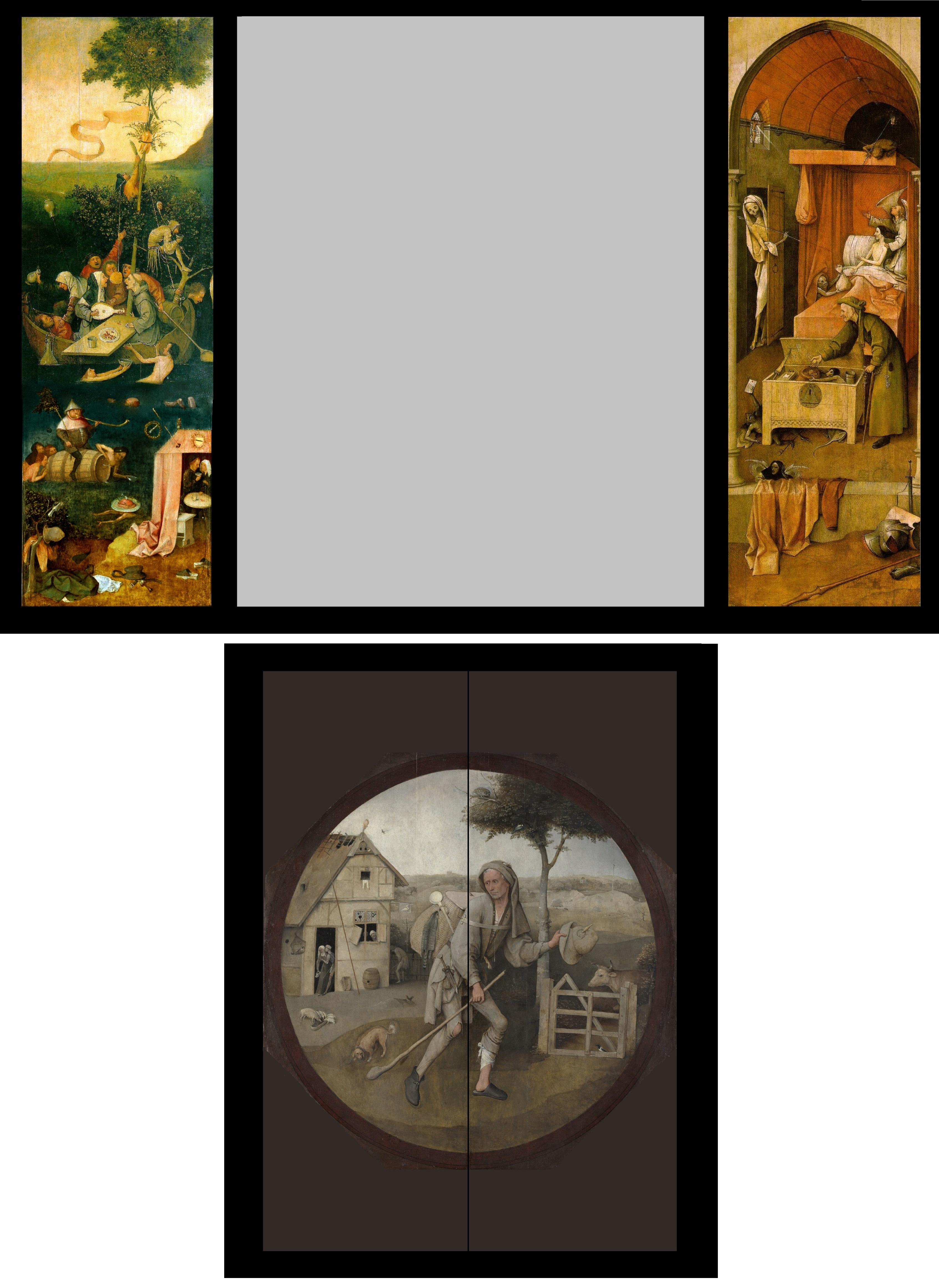
Rekonstruktion des Triptychons: Links: Das Narrenschiff und Allegorie auf die Völlerei und die Wollust – Rechts: Tod eines Geizhalses – Unten: Der Hausierer

Tod eines Geizhalses ist ein ca. 1485/1490 entstandenes Bild des niederländischen Malers Hieronymus Bosch. Das 93 × 31 cm große Bild (Öl auf Holz) befindet sich in der National Gallery of Art in Washington, D.C., USA. Seine Maße lassen vermuten, dass es sich hierbei um den ursprünglich linken Flügel eines Triptychons handelt, dessen andere Teile verloren gegangen sind.

## Beschreibung
Das Bild zeigt eine Zimmerflucht, die nach vorne, von Säulen gerahmt, ins Offene übergeht und sich nach hinten hin ins Dunkel verliert. Der Innenraum ist tonnenartig überwölbt, die Decke ist holzvertäfelt. Die Figur des Geizhalses ist in zwei Szenen zu sehen, als Mann im fortgeschrittenen Alter in ein grünes Gewand gekleidet (Bildmitte) und weiter im Hintergrund als Sterbender in seinem Bett.
Bildmitte und -vordergrund zeigen eine Rückblende auf sein Leben; er wirft Münzen in einen prall gefüllten Geldsack. Teile einer Ritterrüstung, die achtlos am Boden liegen, weisen darauf hin, dass er sein Vermögen im Kampf und mit dem Blut anderer errungen hat, sowie auf seine privilegierte Herkunft aus dem Adelsstand. Rattenähnliche Wesen sind ihm beim Geldscheffeln behilflich. Die Truhe ist überdies gefüllt mit Silbergut sowie versiegelten Briefen, die Schuldverschreibungen oder Pfandbriefe sein könnten.
Im oberen Teil des Bildes liegt der Geizhals als Sterbender im Bett. Er wirkt im Gesicht etwas jünger – man ging im Mittelalter davon aus, man werde das Jenseits in einer körperlich verbesserten Verfassung betreten. Der Tod, bewaffnet mit einem Pfeil, steht im Türrahmen. Ein Engel, der dem Sterbenden zur Seite steht, versucht, den Teufel, der oberhalb des Sterbenden auf dem Betthimmel lauernd auf den Moment des Todes des Geizhalses wartet, um seine Seele zu erlangen, ihn davon abzuhalten. Das befreiende Licht des Kruzifixes scheint an den Bettvorhängen vorbei, den Sterbenden direkt an. Gleichzeitig aber ist der Pfeil, den der Tod in der Hand hält, erst bei näherer Betrachtung an den Sterbenden herannahend gemalt. Das ist die zweite dunklere Ausführung des Pfeiles axial in Richtung des Sterbenden. Somit ist dargestellt, dass die Finsternis und das Licht um die Seele des Sterbenden kämpfen. Aber auch der Sterbende hat die Wahl, welcher Macht er sich übergibt. Von unterhalb reicht ihm ein Dämon einen weiteren Geldbeutel entgegen, um den Sterbenden für die Finsternis (den Tod) zu gewinnen. Der Sterbende blickt den eintretenden Tod an und ist sich unsicher, ob er mit ihm gehen soll. Kurz vor dem Ableben des Sterbenden kommen aus allen Winkeln der Kammer Wesen der Hölle, um im finalen Moment des Ausscheidens des Sterbenden aus der Welt ihn zur dunklen Seite hin verleiten zu können. Der Tod und die Finsternis sind dargestellt, dass sie gemeinschaftlich, also Tod in der Tür, Teufel und Dämonenwesen, versuchen, eine Seele zu bekommen.
Der Engel ist ebenso im finalen und wichtigsten Moment, nämlich des Sterbens und des Übertritts zur Stelle, um zu verhindern, dass die Finsternis dem Himmel eine für sie wichtige Seele stiehlt. Das ist das Motiv des Kampfes um die Vorherrschaft zwischen Gut und Böse.
Im Bild dominieren rötliche bzw. rotbraune Töne (Zimmerdecke, Bett, Vorhänge, Kleidungsstücke, Boden) und Grautöne. Die Kleidung des Geizhalses in der Bildmitte ist grün.

## Einordnung
Mit der Darstellung des Todes eines Geizhalses widmet Bosch sich der Todsünde der Habgier („avaritia“). Die sieben Todsünden und insbesondere die Fixierung auf weltlichen Besitz sind auch Thema des Triptychons Der Heuwagen. Sein Bild kann als Ermahnung verstanden werden, sich im Angesicht des Todes nicht für den falschen Weg zu entscheiden.
Auffallend ist jedoch, dass Bosch den Sterbenden in seiner ehemaligen Erscheinung, als in grün gekleideten alten Herrn am Stocke gehend, mit einem umgebundenen Rosenkranz mit großen weißen Perlen malt. Möglicherweise will er damit zum Ausdruck bringen, dass selbst der Sünder, der sich hier der Todsünde der Habgier schuldig macht, nicht zwingend ungläubig oder unreligiös sein muss.
Auch in der Verfehlung existiert Glaube.
Die Genese dieses Bildes steht nach Expertenmeinung in einer Entstehungsreihe mit dem Narrenschiff (Paris, Louvre) und der Allegorie der Maßlosigkeit (1485, Yale University Art Gallery, New Haven), sowie dem Hausierer (1487, Museum Boijmans van Beuningen, Rotterdam), dessen Bildträger aus derselben Zeit stammen und auf denen dieselbe unverwechselbare linkshändige Unterschrift des Malers zu finden ist, auch als „Wanderer-Triptychon“ bezeichnet.
Die Darstellung einer Sterbebettszene korrespondiert möglicherweise mit einem früh gedruckten Buch, der Ars Moriendi (Kunst des Sterbens), das sich in der zweiten Hälfte des fünfzehnten Jahrhunderts großer Beliebtheit erfreute.

## Provenienz
Das Bild ist erstmals 1826 in einer Sammlung in England nachgewiesen. Über Zwischenverkäufe gelangte es in den 1930er Jahren nach Frankreich. Dort wurde es 1951 an die Samuel H. Kress Foundation, New York, verkauft und gelangte 1952 an die National Art Gallery in Washington D.C.